# Championnats du monde d'athlétisme jeunesse

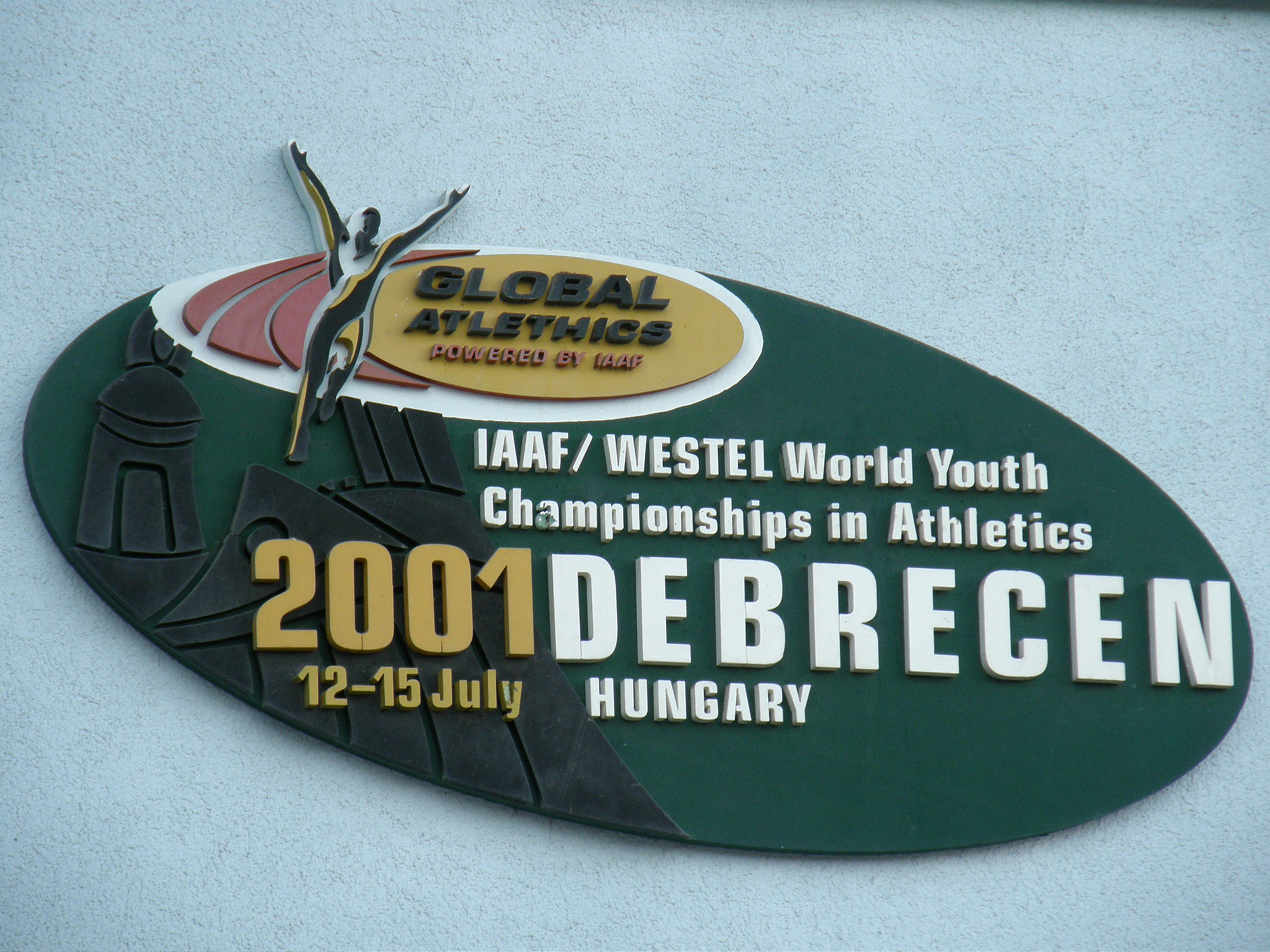
Championnats du monde d'athlétisme jeunesse à Debregen en 2001

Les Championnats du monde d'athlétisme jeunesse [cadets] (en anglais IAAF World Youth Championships, au Canada, sous la forme « jeunesse » au lieu de cadets) sont une compétition mondiale organisée tous les deux ans par l'IAAF et réservée aux cadets (moins de 18 ans). Peuvent concourir les athlètes ayant 17 ans au plus au 31 décembre de l'année de la compétition. La première édition date de 1999. La 7e édition s'est déroulée du 6 au 10 juillet 2011 à Lille, en France, au Stadium Lille Métropole.
En 2016, l'IAAF décide de mettre fin à cette compétition après l'édition de 2017 : elle serait remplacée par des compétitions continentales.
Cette compétition ne doit pas être confondue avec les championnats du monde juniors qui sont destinés à des athlètes âgés de moins de 20 ans et qui se déroulent en alternance avec ceux-ci.
| Édition | Année | Ville      | Pays               | Date          | Stade                               |
| ------- | ----- | ---------- | ------------------ | ------------- | ----------------------------------- |
| 1       | 1999  | Bydgoszcz  | Pologne            | 16-18 juillet | Stade Zdzisław-Krzyszkowiak         |
| 2       | 2001  | Debrecen   | Hongrie            | 12-15 juillet | Gyulai István Atlétikai Stadion     |
| 3       | 2003  | Sherbrooke | Canada             | 9-13 juillet  | Stade de l'Université de Sherbrooke |
| 4       | 2005  | Marrakech  | Maroc              | 13-17 juillet | Stade Sidi-Youssef-Ben-Ali          |
| 5       | 2007  | Ostrava    | République tchèque | 11-15 juillet | Stade Městský                       |
| 6       | 2009  | Bressanone | Italie             | 8-12 juillet  | Raiffeisen Arena di Bressanone      |
| 7       | 2011  | Lille      | France             | 6-10 juillet  | Stadium Nord Lille Métropole        |
| 8       | 2013  | Donetsk    | Ukraine            | 10-14 juillet | RSK Olimpiski                       |
| 9       | 2015  | Cali       | Colombie           | 15-19 juillet | Stade olympique Pascual-Guerrero    |
| 10      | 2017  | Nairobi    | Kenya              | 12-16 juillet | Nyayo National Stadium              |